# Saleisha Stowers
Saleisha Stowers (sinh 10 tháng 1 năm 1986), là một người mẫu Mỹ và người chiến thắng của vòng thi thứ thứ chín của America's Next Top Model.
Trong cuộc phỏng vấn Tạp chí Seventeen, Stowers cho rằng cô đã có một cuộc sống tuổi thơ khó khăn. Cô sống với bà ngoại tại Madera, California. Khi cô 14, cô đã tham dự Trại T-Zone, Tyra Banks 'tại lòng tự trọng chỉ dành cho nữ. Stowers đã làm việc như một nhân viên tiếp tân tại Los Angeles. Trước khi xuất hiện trên Mùa 9, Stowers đã được ký kết với Photogenics Model Management, và cũng đã xuất hiện trong một thương mại cho các nhà hàng thức ăn nhanh Wendy's, với các diễn viên Tom Lenk. Tom Lenk. Cô cũng từng làm người mẫu cho hãng quần áo DOMIJ., và d.e.m.o. Cô còn đóng một vai phụ trong kênh truyền hình Ugly Betty và trong hai tập phim của Tyra Banks Show, người mẫu cho Rami, Project Runway mùa bốn thí sinh. Stowers xuất hiện trong "Chào mừng Quay video ca nhạc", và đã có một quảng cáo cho 24 Hour Fitness..Cô đã chọn vào America's Next Top Model, sau đó cô đã thắng.